# DRAGON QUEST -ダイの大冒険- の登場人物
DRAGON QUEST -ダイの大冒険- の登場人物（ドラゴンクエスト -ダイのだいぼうけん- のとうじょうじんぶつ）は、三条陸（原作）と稲田浩司（作画）による漫画およびそれを原作とするアニメ『DRAGON QUEST -ダイの大冒険-』に登場する架空の人物の一覧である。なお、技・呪文・アイテムなどの説明についてはDRAGON QUEST -ダイの大冒険- の呪文・技やDRAGON QUEST -ダイの大冒険-を参照。
担当声優は1991年版TVアニメ（テレビアニメ第1作） / 2020年版TVアニメ（テレビアニメ第2作）の順。1人のみ記載の場合は、特別記載がなければアニメ第2作版のキャスト。

## アバンの使徒
アバンに師事し、卒業の証「アバンのしるし」を授かった者たち。大魔王との最終決戦の時点で、以下の5人を指す。
ダイ（勇者）
声 - 藤田淑子 / 種﨑敦美
本作の主人公。12歳。「竜の紋章」を持つ「竜の騎士」。

ポップ（魔法使い→大魔道士（賢者））
声 - 難波圭一 / 豊永利行
15歳。後にマトリフに師事する。

ヒュンケル（魔剣戦士→戦士）
声 - 堀秀行 / 梶裕貴
一番弟子。21歳。アバンを養父の仇と思い込み、魔王軍に加わっていた。

マァム（僧侶戦士→武闘家）
声 - 冨永みーな / 小松未可子
本作のヒロインの一人。かつてアバンの仲間だった父・戦士ロカと、母・僧侶レイラの間に生まれた娘。16歳。母と共にネイル村に住んでいた。容姿はかなり良く、フレイザードのような人間を下にみている怪物でも可愛い顔と認めるほどである。当初はアバンから卒業の際に授かった、弾丸に込められた呪文を放つことができる銃「魔弾銃」を武器とする「僧侶戦士」であったが、フレイザード戦後に氷漬けにされたレオナの氷を溶かすために魔弾銃が壊れたことから自分より回復呪文に長けたレオナの加入を機に転職し、格闘と回復を兼ねた「武闘家」になる（ブロキーナに弟子入りし、通常なら何年もかかるところを、僅か数日間で武闘家としての極意を習得）。物語の時代より4～5年前に、ネイル村を訪れたアバンに師事し、主に回復呪文や補助呪文の教えを受けた。同時にアバンから武術の基礎は習ったものの、戦士としての専門的な技術は学ばなかったようであり、アバン流殺法の地・海・空の技は使えないが、武闘家転身後は力技・スピード技など、アバン流の影響とは断定できないが、それぞれに通ずる技を身に付けている。僧侶戦士時代は僧侶としては重量なハンマースピアを使用し、ハンマーの方をメインにして前線で果敢に闘った。転職後は、父親譲りの力とスピードを生かした攻撃と、閃華裂光拳等の武神流の技を使用する。最終決戦時は、「魔甲拳」を使用し、手薄だった防御力が飛躍的に上がった。
男勝りな性格であるが、内面は献身的かつ母性的。人を慈しみ労りぬく「慈愛」の使徒である（その魂の力で、アバンのしるしは赤く輝く）。人に与える愛はあるが、本人は恋愛に関しては奥手で鈍感、まだ良く分からないという傾向がある。ヒュンケルの事が気になるが、エイミの積極的な行動をみて動揺する。それをポップに相談するが、別な悩みで頭がいっぱいだった彼から「ヒュンケルが好きなんだろう」と突き放される（翌朝、ポップの謝罪により和解した）。クロコダインには「間違いなくかかあ天下になる」と言われる。バーンパレスに再度突入する際に、魔法陣を光らせる際に自分にポップが好意を持っているのだと気付く。その後、改めて、ポップから告白された際にはポップをヒュンケルと同じくらい気になる存在だとしつつ、今の自分にはまだ答えが出せないと伝えた。結局、劇中ではその答えが出るまでには至らなかった。敵味方問わず傷ついた者への優しさを見せるも、悪く言えば甘さであり、アルビナスからは「虫酸の走る良い子ちゃん」と言われた。
アバンの元を卒業する際に「正義なき力が無力であるのと同時に、力なき正義もまた無力」の教えを受け、"愛や優しさだけでは必ずしも他人を守れない"と自らの教訓としている。
最終決戦では、ハドラー親衛騎団最強であるアルビナスと一対一で対決。上記の教えを改めて悟った後、初めて本気でアルビナスと対峙、死力を尽くした戦いができるほどに成長した。アルビナスは倒したものの、その後はミストバーン戦でミストによって憑依されるなどダメージを負っていたため、真・大魔王バーンとの対峙時に即座に「瞳」にされてしまい、バーンとの決戦には参加していない（ダメージを負っていたのは合流した他のメンバーもだが、暗黒闘気によるダメージは回復呪文によって回復できないという特性を持つ）。
最終決戦後は、ポップやメルルと共に旅に出ている。
名前の由来は「mam（母）」から。原作者によれば「パーティーのおふくろさん」。
〔技（僧侶戦士）〕魔弾銃による魔法攻撃、その他ベホイミなど中級レベルの回復呪文。
〔技（武闘家）〕 閃華裂光拳、猛虎破砕拳などの武神流の技、その他ベホイミなど中級レベルの回復呪文（僧侶戦士時に習得していた呪文は、そのまま使える）。
レオナ（姫 / 賢者）
声 - 久川綾 / 早見沙織
本作のヒロインの一人。パプニカの王女。14歳。パプニカが魔王軍に襲われた時に亡くなった国王たる父に代わって配下達とともに国を支える。確固たる「正義」の心を持ち（アバンのしるしが、その魂の力で白く輝く）、世界各国の国王を招集したサミットを主催する等、その指導力・カリスマ性は若年にしては相当なもの。また勇猛果敢な姫として他国にも知られている。祖国を滅ぼしたヒュンケルを謗ることなく許し、生涯をかけてアバンの使徒として生きるよう諭すなど、度量の広さと寛容な心も併せ持っている。
マァム同様に容姿はかなり良く、作中では美少女と評されている。
賢者の卵であり、デルムリン島に一人前の賢者となる儀式をする目的でやって来たが、王国の権力を我が物にせんと企むテムジンとバロンによって命を狙われたところをダイに助けられて以来、彼と親しくなる（読み切り版より）。
ダイと初めて会った際、ダイに友情の印としてパプニカのナイフを授ける。行動力に溢れ、歯に衣を着せずにはっきりとものを言う性格。一方、王族らしからぬ振る舞いや言動をとって周囲を呆れさせることもある。年頃の少女らしく少々耳年増な一面もあり、ダイ達のパーティ内の複雑な多角関係に心を躍らせる場面もある。とはいえ、TPOを弁えるだけの分別と王族としての自覚はきちんと持っている。
ベホマやザオラルなどの高度な呪文を習得している。さらに最終決戦時に、大破邪呪文「ミナカトール」を習得している。フレイザード戦後の描写で「回復魔法では姫の右に出るものはいない。さらに三賢者ほどではないにしても攻撃魔法まで使える。まさに魔法の万能選手」とされている。ただし、上述のポップ、ヒュンケル、マァムと比べて戦闘に参加する機会が少なく、他国の国王との政治的やり取りなどの後方支援が目立った。明確にパーティーの一人として迎えられたのは、最終決戦からである。バランとの戦いでは彼を説得しようとしたり、クロコダインの回復などを行ったが、その戦いの後は上述のように最終決戦までは後方支援に徹するため、出番は少ない。
最終決戦ではダイと行動を共にし、先の敗戦によって萎縮したダイに活を入れたり、ドルオーラを連発する作戦を阿吽の呼吸で成功させる。更に、真の肉体に戻り究極の力を手にしたバーンにも臆せず斬りかかりかすり傷とはいえ手傷を負わせ、大魔王とて無敵ではないと言い放つなど、とりわけ精神面でダイを支えていた。しかし、その奮闘がかえってバーンの怒りを買い、「瞳」にされる。その際、ゴメちゃんと共に「瞳」にされていたため、ゴメちゃんの能力で「瞳」が動いた時に、バーンによって一緒に元に戻される。
所持していた「アバンのしるし」は、他のアバン使徒と違い卒業の証ではなく女王フローラから譲り受けたものだったが、最終決戦中にアバンから使徒を導くものとしての教えと二種類のフェザー（ゴールドフェザーとシルバーフェザー）を受け（アバンの持ち数の半分を託された）、アバンの使徒の中で修行期間最短記録をマークすることになる。
ダイにとっては人間としての最初の友人であると同時に大事な人。レオナもまたダイに好意を持っているが、ダイが色恋沙汰を苦手に捉えていることもあって作中で二人の関係が友人から進展することはなかった。しかしながら後年出版されたオフィシャルファンブックには「お互いを気遣い、尊重するのが2人の関係性であり、甘い言葉も告白も無いが互いへの想いがあった」旨が記載されている。
名前の由来は「leo（獅子）」から。原作者によれば、「ダイが竜なので虎にひっかけようと思ったが可愛くないので獅子（レオ）に」なったとのこと。
〔呪文〕 回復呪文（ベホマ）、蘇生呪文（ザオラル）、大破邪呪文（ミナカトール）、氷系呪文（ヒャド・ヒャダルコ）、ラリホー、トラマナ、他幾つかの攻撃呪文などが使えるが、回復魔力はポップやマァムより上だが攻撃魔力はポップに劣る。

## 過去の勇者たち
スピンオフ漫画『ドラゴンクエスト ダイの大冒険 勇者アバンと獄炎の魔王』（以下、『勇者アバンと獄炎の魔王』）では、アバンが勇者だった時代が舞台となり、アバンの活躍の詳細が描かれている。
アバン＝デ＝ジニュアール3世
声 - 田中秀幸 / 櫻井孝宏
かつて魔王ハドラーを倒した勇者。31歳。ダイ達の師（先生）に当たる。

マトリフ
声 - 青森伸 / 山路和弘
アバンの仲間だった大魔道士。98歳。世界最強の呪文使いと豪語し、魔法使いの呪文のみならず僧侶の呪文をも操る「賢者」と言える存在なのだが、本人は断固として賢者とは名乗らない。本人いわく「言葉面が気にいらない」「いかにも偉そうで性に合わない」「ドスが効いていない」とのこと。そこで自ら「大魔道士」という誰が聞いても恐れ入るような肩書きを考え出し、名乗っている。乱暴で口の悪い毒舌家でもあり、弟子のポップ曰く「横暴が服を着て歩いている」。
ハドラー打倒後は、パプニカにて重鎮として迎えられ、国王の相談役を務めていたが、彼の存在が気に食わない側近達の嫉妬を受け、冷遇された。そのため、助けてもらった恩もすぐ忘れ、掌を返す人間に嫌気が差し、バルジ島近くの孤島に移り住み、洞窟に一人こもって生活していた。ダイたちをフレイザードから救った際も、それは気まぐれであってそれ以上は手を貸さないと言い切ったが、アバンの訃報とダイの気魄に打たれ、ダイたちに力を貸すことになる。
片手で使えるものであれば、2つの呪文を同時発動させることもできる。極大閃熱呪文ベギラゴンをも使いこなし、その威力は魔王ハドラーをも凌ぐ。総合的に見て人間としては最強レベルの魔力と魔法の技術を誇っていると言える。本人曰く「地上で1分間の魔力勝負ならまだまだ誰にも負けねえ」。
ぬるま湯にどっぷりと浸かっていたポップの未熟さに見かねて彼の師匠となり、スパルタ教育の末、ベタンやメドローアなどオリジナルの強力な呪文を授け、ポップの精神的な成長にも多大な影響を及ぼした。ポップの相談に乗る事も多く、最終的にはポップの事を「自慢の弟子」と呼び、半ば実の子供のようにも思っていた。ポップも師として尊敬しており、好敵手シグマとの決戦時には、マトリフと同じ「大魔道士」の称号を名乗った。
「多くの魔法と知識を駆使し仲間の危機を払うのが魔法使いの役目だからこそ、魔法使いはパーティー内で一番クールでなければならない」が持論で、戦況を冷静に観察し見極める。一方では、仲間を何よりも大事にする熱い面を持っている。アバンの人柄を認め「数少ない友人」だと語っており、かつてアバンをみすみす犠牲にした事を悔やんで理論上凍れる時の秘法をも打ち破れるメドローアを開発したり、13巻ではアバンを殺したと思われていたハドラーに対して強い怒りを露わにして特別サービスと称して、「オレがあの世に送ってやるからアバンに謝ってきな」と言い放っている。また、マァムの父・ロカに対しても「いいやつ」だったと認め、早過ぎた死を惜しんでいる。老齢な上に過去に自己犠牲を厭わず仲間のために禁呪法等を使った無理がたたり、体を蝕まれている。そのため強力な呪文を用いると吐血してしまい、しばらく安静にしている必要が出てしまう。
「女を泣かさない」のが主義だが、無類の女好きかつ女癖が非常に悪く、マァムやエイミへのセクハラ行為で彼女らをよく怒らせている。昔はレイラの家によく遊びに来ており、その娘であるマァムのおしめを替えたこともあるらしい。レイラとの会話から、かつてパーティーだったときにもセクハラしていたらしいことが仄めかされているが、これは親しまれることで自身に万が一のことがあった際に悲しませたくないからという見方もでき、そういう意味では彼もアバンやロカに偉そうなことは言えない。
ディードックには「旦那」、まぞっほには「兄者」と呼ばれる。
鳥嶋和彦が風貌およびネーミングのモデルとなっており、『週刊少年ジャンプ』掲載時に「マシリト」と誤植されたことがある。
本人の台詞によれば「ブロキーナと並んで世界で一番有名な老人」。まぞっほとは、かつて同じ人物に師事していた兄弟弟子。最終決戦で黒の核晶の爆発寸前に、偽勇者一行が先んじていたオーザムの柱に駆けつけ、まぞっほが師匠の元から夜逃げして以来という再会を果たした。番人を務めていた鳥獣魔人属のモンスターをメドローアで消し飛ばすも、負担が大きすぎて黒の核晶を凍結させるだけの余力がなかったため、まぞっほに活を入れ見せ場を譲った。最終決戦後は、偽勇者たちの面々から金品を巻き上げており、彼らにとって頭の上がらない存在になっている。
『勇者アバンと獄炎の魔王』
パプニカ王国のヨミカイン魔導図書館で、本の罠にかかり本の中に閉じ込められていた。魔王ハドラーが地上に侵略する前から本の中に閉じ込められていたので、ロカと出会った後に話を聞くまで、魔王の侵略を知らなかった。魔導図書館でロカたちの協力を得て元の姿に戻り、魔導図書館を支配していたガンガディアを重圧呪文ベタンで撃退・撤退させる。そして、ロカとアバンたちを気に入って仲間になった。後に、サババでのハドラーとの戦いの後に、故郷であるギュータへアバンたちをルーラで案内する。
〔技〕 ほとんど全ての系統の攻撃呪文・補助呪文・回復呪文が使用可能（作中で見せたのはごく一部）。以下は一例（オリジナル呪文や出典のあるものなど）。
- 極大消滅呪文メドローア
- 重圧呪文ベタン
- 極大閃熱呪文ベギラゴン
- 瞬間移動呪文ルーラ
- 飛翔呪文トベルーラ

ブロキーナ
声 - 水島裕
「拳聖」と謳われた、世界最強の武闘家。年齢不詳の老人男性。マァムやチウの格闘の師匠である。ロモスの山中に隠れ住み、武闘家に転職したマァムに武神流拳法を授けた。修行を終えたマァムと、彼女を追うチウが旅立った後は、布袋を被った変装で「ゴーストくん」や「ビーストくん」として弟子たちの行き先に現れ道化を装いつつ見守る。世間ではあまり知られていないが、かつてアバンの仲間としてハドラーと戦ったこともある。そのため知己であるロカとレイラの娘マァムが弟子入り志願に来た時のことを「あの時ほど運命を感じたことはなかった」と感慨深く述懐している。
基本的には真面目なのかとぼけているのか分からないお茶目な性格で、ロカを熱湯風呂に入れる、チウに「ワシにも同じバッチ作って」と言う他、しばしばジョークを発し、「おしりぴりぴり病」「ひざがしらむずむず病」「くるぶしつやつや病」「土ふまずぺたんこ病」などの謎の持病を患っていると言っては、無駄な争いを避けたり、弟子入りを断る方便に使っている（その際に必ず咳き込むが、「何故その病気で咳を…？」とマァムやチウらに心の中でツッコまれている）。しかしその実力は本物で、ヒムからは「格闘の教科書みたいな戦い方」と絶賛され、ラーハルトにも「あれほどの動きを身につけているとは」と驚かれている。もっとも、本人にはアバンと出会うまで自分が有名人になっている自覚などなかった模様。
弟子は呼び捨てするが、他は君付で呼ぶ。
老いてなお武闘家を名乗っているだけあって戦闘能力は高く、知見も確かで、敵の弱点を瞬時に見抜く、粘液で裂光拳を封じられたマァムに向けメラを放たせ粘液を溶かさせる、「凍れる時間の秘法」や呪文にも詳しいなど、博識でもある。全力を出せばバーンの肉体を使用したミストバーンをも圧倒するほど（マァムには「ミストバーンでなければ一撃で終わっていた」と言われている）。ただし肉体は既に全盛期を過ぎてしまっているため、全力を出せる時間は1分ほどしかない。
アバンの間接的な師匠でもあり、「全ての戦いを勇者の為に」と言う言葉を残し、出来るだけ勇者を魔王の所に向かわせる役割を諭している。
名前の由来は「武道の翁」から。
『勇者アバンと獄炎の魔王』
原作設定の通りに、ネイル村近くの森に住む老師として登場。アバンに、大地斬習得のきっかけを与えた。また、あまりにも強すぎた為に恐れられたことで、格闘の表舞台から姿を消したことが語られた。
〔技〕以下のほか武神流の技・奥義（猛虎破砕拳等）も使えるはずだが、作中では見られなかった。閃華裂光拳に関しては、原作では使われなかった（対戦した相手がザムザの時はマァムに任せ、ミストバーンや超魔ゾンビになったザボエラという使っても意味がない相手だったという事もある）が、スピンオフ『勇者アバンと獄炎の魔王』にてマンイーターやウロド平原での魔王ハドラーとの闘いに対して使用された。
- 土竜昇破拳
- 閃華裂光拳
- 回復呪文
- 指一本での薪割り
- 木の実を弾き飛ばしてぶつける

ロカ
声 - 三宅健太
マァムの父で、アバンの仲間だった戦士。カール王国の年長の騎士達がハドラー軍侵攻で全滅したため、若くして騎士団長に就任した。アバンとは幼馴染の親友。アバンと出会った当初は、そののんびりとした優男ぶりに疑問を抱いていた。ハドラーがカールを襲撃した際、勝手に行方をくらませたアバンを軽蔑し、「お前との仲もこれまでだぜ」と考えたが、それは魔王軍を同士討ちさせるための「毒蛾の粉」を精製するためであった。突如として隠していた実力を発揮して、ハドラーを撃退したアバンの必殺技（未完成状態のアバンストラッシュ）に希望を見出し、彼と共に打倒ハドラーの旅に出る。直情的な性格で、「一生女なんか好きにならない」「結婚することがあったら国内を裸で走り回る」と語っていた（その後、下記のスピンオフでその件は有言実行した。）が、最終的には天使のような美しいレイラと恋に落ち、二人の間にはマァムが生まれた。シリーズ開始時点では故人（亡くなった経緯については、一切描写がされなかった）。
マトリフの台詞によれば、マァムの持つ怪力は父譲りとのことであり、下記のスピンオフではその怪力ぶりが発揮されている。
『勇者アバンと獄炎の魔王』
第1話から原作設定の通りに、カール王国の騎士として登場。アバンの最初の仲間として旅に同行する。ヨミカイン魔導図書館での戦いで、師のコバルトから教わった「豪破一刀」を完全に会得する。
カール騎士団の剣技に加えて、両手剣・斧・素手による殴打など、怪力重視の戦いを行うが、反面鈍足であり、レイラのピオラで補っている（後にギュータでの修行で、レイラの補助なしに豪破一刀を放てるようになった）他、土砂崩れの岩をどかしたり、3人まとめて運び出すなどで活躍している。
人々を惹きつける魅力がある。
主な技は豪破一刀、武鋒・豪破一刀。
レイラ
声 - 上村典子 / 折笠愛（若かりし頃：小松未可子）
マァムの母でアバンの仲間だった僧侶。33歳。ロカの妻で、ネイル村の出身。魔王ハドラーと戦うアバンとロカが偶然村を訪れた際に彼らの力になりたいと、押しかけでパーティに加わったらしい。その冒険途中にロカの子（マァム）を身ごもり、パーティは一時解散となっている。魔王を倒した現在は、故郷のネイル村でマァムと共に暮らしていた。ダイやポップと共に戦いたいと思っていたマァムを、笑って後押しした。
顔はマァムとよく似ている。また、マァムの母親だけあってマァムに負けず劣らずのプロポーションの持ち主（下記のスピンオフでは、そのナイスバディぶりが発揮されている場面がある）であり、マトリフと再会した時に「マァムは若い頃のお前に体つきが似てきた」とからかわれている。また、過去の回想にロカと一緒に登場した際は、「こんな女に惚れるわけがない」と意地を張られた際は、睨みつけて黙らせるなど、気の強さを見せている。
マトリフには「エロねーちゃん」と呼ばれていた。
アバンと共に魔王と戦ったほどの実力の持ち主ではあるが、現在では完全に引退しネイル村に留まっている。
『勇者アバンと獄炎の魔王』
2話から、原作設定の通りにネイル村の僧侶として登場。パーティーに加入するまでの詳しい経緯などが描かれている。また、スピンオフでアリアムという父親が登場（詳しくは#ネイル村関係者を参照）。
当時は村最強の人物で、猛者や荒くれ全員を黙らせるほどの力を持ち合わせており、通称「影女」と呼ばれる盗賊を兼ねて、魔の森に足を踏み入れた人々を物を奪わずに追い払っていた。これは、教会側が止めているにもかかわらず魔物退治に行っては返り討ちにあってボロボロで帰って来るので、教会の仕事が増えるのを見かねての行動である。
幼い頃、ピオリムの呪文を契約していたが使えていなかった（影女として戦う決意をしたときのみ、それが無意識に発動していた）。後に、ヨミカイン魔導図書館で、作中では古代の呪文とされるピオラの契約を行い、ピオラを使用可能となる。
〔技〕 真空呪文（バギマ）、回復呪文（ベホマ・ベホイミ）、解毒呪文（キアリー）、ピオラ/ピオリム、ハンマースピアによる打撃攻撃
〔技（影女として）〕短剣二刀流による斬撃とメリケンサックを装着しての格闘で、敵側も戦術の大幅変化に戸惑う。

## ニセ勇者一行
勇者の名を騙っていた一味。「魔物側から見た勇者」というイメージで描かれ、デリムリン島の善良な魔物たちに育てられたダイには非道な小悪党のように映る、ネガティブな勇者像で描かれる。服装のモチーフは『ドラゴンクエストIII』の主人公パーティー。ただしプレイヤーへの配慮により、ゲーム上ではプレイヤーがあまり入力しそうにない、あるいはFC版の文字数制限により入力が不可能な名前が意図的に選ばれている。
ハドラーがアバンに倒され平和が戻った世界で、魔王の支配から解き放たれ大人しくなった怪物を退治して不当に名声を得ていた。ゴールデンメタルスライムの伝説に目をつけ、ゴメをさらいロモス王に献上しようとするが、仲間を傷つけられゴメをさらわれたことに怒ったダイが、デルムリン島の怪物と共にロモス城（2020年アニメ版では、ロモス王の船）に乗り込んできたことでダイと戦う羽目になり、そこで本性を現したために計画は頓挫。
以後は多少なりとも改心したらしく誘拐などの目立った犯罪行為をやめ（魔物襲撃時に火事場泥棒をするなど相変わらず小さな悪事は続けている）地道に本物の勇者一行を目指して冒険を続けるようになったが、自分よりも強いものに対して萎縮してしまう小心さは相変わらずで、常に強敵を避けて弱い敵とばかり戦っているため、目立った功績をあげられてはいない。
しかし、クロコダインがロモス城を襲撃した際には、まぞっほがダイを見捨てて逃げようとするポップに活を入れ奮い立たせたり、大魔王バーンとの最終決戦では「一度滅ぼされた国なら安全」とオーザムに滞在していたところ、ゴメによって伝えられた世界六ヶ所に投下された黒の核晶の情報に対して、世界の行方を左右する役目を背負い、オーザム南部に投下されたピラァ・オブ・バーンの内部の黒の核晶を氷系呪文で凍結・停止させるという重要な役割を果たしている。決戦後（最終回）は、なんだかんだでマトリフの管理下で扱き使われており、稼ぎもかなりピンハネされている（アニメ版では「盗んだ物は全部返してこい」と指示されてもいる）。
1991年版アニメでは、クロコダイン戦後も作中で登場している。ダイたち一行を名乗って各地を旅している様子が描かれたが、最終的にばれて村人達によって袋叩きにされるという終わり方を迎えた。
でろりん（ニセ勇者）
声 - 緑川光 / 下野紘
勇者の名を騙って詐欺や誘拐・強盗を働いていた男性。初期にデルムリン島を荒らしてゴメをさらい、ロモス城でダイと怪物達の逆襲を受け敗れた。その後は弱い敵を倒して小金を稼いだり、火事場泥棒などを行うようになる。登場当初は目つきは悪く、本物の勇者アバンとは大分違うとブラスには見破られた。本人曰く弱点はないとのことだが、隙を突かれてモンスターを封印する筒の中に閉じ込められ、ダイに敗北した。
イオラを使えるなどの点からも、公表されているデータ的にも決してそこまで弱いわけではないのだが、クロコダインの王城襲撃の際はまったく戦いに行こうとはせず、後に魔界の怪物を見た時も「見るからに勝てそうにない」と怯えるなど、小心で危険な戦いをしようとはしない。これは、彼の仲間達も同様である。
すでに滅んでいるため大魔王の攻撃に晒されないだろうとオーザムに避難したところ、投下されたピラァ・オブ・バーンに遭遇。全世界に対して送られたダイのメッセージを受取り、誰もいなかったはずのオーザムにいる勇者として「ニセ者だけどなあ！」と叫びながら、仲間を連れて黒の結晶の凍結に向かった。
最終決戦後、今まで手に入れた金品をマトリフに巻き上げられる描写がある。
1991年アニメ版では、ダイ一行の名を騙っていた際にダイを装っている。ロモス王国出身。20歳。
〔呪文〕メラ、爆裂呪文イオラ、他
ずるぼん（ニセ僧侶）
声 - 江森浩子 / 日笠陽子
ニセ勇者一行の一人で、影のリーダー格の女性。悪知恵がよく働く性格。見た目は艶やかな美女だが、焦ると鼻水を垂らしたり、大口を開けたり顔が崩れる。性格は悪く、怒ると口が悪くなる。
洋服屋でお化けキノコに甘い息で眠らされて拉致された上ダイにズボンを脱がされ、他の三人の弱点を聞き出すため大アリクイに足の裏をくすぐられた。色仕掛けで見張りのスライムを捕らえて人質に取ったが、そのスライムが合体したキングスライムに押しつぶされた。オーザムに滞在していた時には、あまりの寒さに安全よりもデメリットの方が大きいとボヤいていた。
1991年版アニメで、ダイ一行の名を騙っていた時にはマァムを装っていた。ロモス王国出身。22歳。
〔呪文〕ホイミ（あまり効き目はない）、バギ
まぞっほ（ニセ魔法使い）
声 - 青野武 / 岩崎ひろし
ニセ勇者一行の一人の初老の男性。マトリフとは兄弟弟子で、今でも彼を「兄者」と呼び、若い頃はギュータで共に同じ師匠バルゴートの元で修行していた。自分より強い相手を前にすると、どうしても踏ん張れなかったらしく、修行途中で夜逃げし、以来落ちぶれてニセ勇者一味に身を落としてしまうことになった。自分自身もニセ勇者一味として振る舞いつつ、自分たちの行動をやや冷めた目で見ている部分もある。
クロコダイン戦において自分と同じく眼前の危機から逃避をしようとしていたポップに重要な助言を与え、彼が真のアバンの使徒へと成長するきっかけを与えている。初期の人気投票では、上位に食い込むこともあった。
最終決戦中、ピラァ・オブ・バーンの中の黒の核晶を凍らせに赴いた際も怯えて力を発揮できなかったが、兄弟子マトリフの叱咤を受けて仲間たちとともに凍結呪文を唱え、世界を救った。
1991年版アニメでダイ一行の名を騙っていた時には、ポップを装っていた。また、その際にマトリフやポップとニアミスしている。パプニカ王国出身。68歳。
〔呪文〕氷系呪文、他
へろへろ（ニセ戦士）
声 - 堀之紀 / 間宮康弘
ニセ勇者一行の一人の男性。ゴリラのような顔つきでスキンヘッドの巨漢だが、人柄は基本的によく（お人好しというより、抜けている）、メンバー内では一番損をさせられている。金や宝石類に目がない。特技は洗濯、炊事でメンバーの雑用を担っているらしく、オーザム滞在時も魚を釣って一行の食料を確保してきている。
1991年版アニメで、ダイ一行の名を騙っていた時には、ゴメを装っていた。リンガイア王国出身。25歳。

## 諸王国の関係者

### パプニカ王国
世界有数の美しい街並みを誇る国。旧魔王軍の本拠地があったため、かつてその猛攻を受けていた。
パプニカ王
名前は不明。レオナの父。本編には未登場でバダックにより不死騎団の攻撃で亡くなったと語られるのみだが、レオナによればダイを勇者として鍛えるべくアバンに家庭教師を依頼したのは彼だったとされている。
『勇者アバンと獄炎の魔王』
本人が登場。キラーマシーンを倒したアバンを信頼し、凍れる時間の秘法を使うのに適切な場所としてウロド平原を挙げその使用を許可する。
アバンが凍り付いた後はマトリフと繋がりを持ち、彼の要請に応じてバルジ島海岸付近の隠れ家を提供したり、地底魔城での最終決戦に先立つヴィオホルン山での戦闘に配下の兵士たちを援軍として派遣するなどアバン一行を支援した。
バダック
声 - 田原アルノ / 多田野曜平
レオナの護衛兵士を務める老年男性。58歳。娘夫婦と孫が一人いる。スピンオフ『勇者アバンと獄炎の魔王』では、まだ四十代の壮年であるためか髪が黒髪の部分が多く、毒のスライムにやられて寝込んでいたところにキラーマシーンがパプニカを襲撃してきたことで、治療中の身でありながら剣をとって出撃しようとしたところを、同僚たちに止められていた。
手先が器用であり、武器・防具の修理や、爆弾を開発するなどしてダイたちに協力した。自称「パプニカ一の剣豪&発明王」。昔から、彼らの目を盗んで突拍子もない行動をとるレオナに苦労させられている模様。
相手が怪物であっても正しい心の持ち主なら分け隔てなく接する懐の深い人物で、クロコダインの必殺技「獣王痛恨撃」を痛々しい名前でイメージが悪いからと「獣王会心撃」と改名を勧めて以来、彼とは友人の間柄である。その後もパプニカ解放後の宴で周囲に遠慮して一人でいるクロコダインに「勝利の立役者に人間も怪物も関係ない」と自ら酒を薦めたり、ザボエラを倒した後に複雑な心境を述べた彼を「自分が誇るべき友人」と呼んで励ましたりと良き関係を築いている。ポップとクロコダインからは「じいさん」と呼ばれている。
また、最終決戦直前にはチウのために「ズタズタヌンチャク」を開発し、お世辞にも出来はいいとは言えないものであったが、「その心遣いが嬉しい」と感激したチウはこれを使ってダメージを受けながらも、最終決戦を戦い抜いた。
テムジン（司教）
声 - 増岡弘 / 中博史
レオナを亡き者にして権力を握ろうと目論む奸臣であり、バロンと7人の兵を抱き込んでいる。スピンオフ『勇者アバンと獄炎の魔王』ではパプニカ王の側近の一人。アバンとロカが機能停止させたキラーマシーンの調査を任されていた。このことが、本編でキラーマシーンをバロンが操縦できるように改造していたことに繋がっていった。
レオナの儀式にかこつけて彼女を暗殺し、儀式場所であるデルムリン島の怪物たちに罪を被せようと画策。レオナを魔のさそりの毒で負傷させるもダイの活躍で陰謀を砕かれ、レオナも一命を取り留めた。バロン敗北後は揃ってパプニカに連行されることになった。パプニカ陥落後の行方は不明。
バロンも敬語を使うなど当初は上の立場に立っていたが、最終的にはキラーマシーンの力に魅入られた彼に「最早俺に命令出来る者はいない」と裏切られてしまう。2020年版アニメでは裏切られていない。
バロン（賢者）
声 - 塩屋翼 / 柿原徹也
パプニカ王国の賢者の1人。当代の王位継承者であるレオナにヒャド系呪文を伝授した師でもある。
テムジンと組み、レオナ暗殺のために活動。魔のさそりをけしかけてレオナに毒を負わせ、護衛兵士たちも惨殺させた。魔のさそりがダイに倒された後は舌打ちしながら姿を現し、何も知らずに助けを求めて来たダイを嘲笑。ダイとレオナを地の底に落とした後、テムジンが改造したキラーマシーンに乗り込み、ブラスたちを蹴散らしていくが、キラーマシーンの力の虜になってしまい、「もはや俺に命令出来る奴はいない」と結託していたはずのテムジンをも張り飛ばす。生還したダイとの戦いの末、キラーマシーンの亀裂からベギラマの熱を注入するダイの機転に敗北。テムジン一派と共に逮捕された。パプニカ陥落後の行方は不明。
アニメ第2作目では、テムジンを裏切ることはなかった。また敗北時のギャグ描写も省かれ、一貫して狂気的な悪役だった。
パプニカ重装歩兵
アニメに登場。フレイザードに挑んだが、温度差で鎧を砕かれて敗北（原作では一般兵の役回り）。
魔のさそり
バロンが魔法の筒から召喚したモンスター。レオナ暗殺のために利用された。前日譚『勇者アバンと獄炎の魔王』で、アバン一行が地底魔城に突入した際に各国の援軍と死闘を行った魔王ハドラー配下のモンスターたちの中に加わっており、重傷を負って動けなくなった際にテムジンの所持する魔法の筒で封じられたことが描写された。
魔王の影響がなくても非常に凶暴な性質であり、魔法耐性も強く、最大の武器である尾には、キアリー以外では解毒不能な猛毒が備わっている。
レオナの護衛の兵たちを蹴散らしていき、レオナのギラを弾き返した後、彼女に猛毒を注入する。しかし、レオナから譲り受けたパプニカのナイフを手にしたダイによってダメージを受け、パピラスの協力で飛翔したダイに心臓を突き刺されてしまう。最後の力を振り絞って、尾を動かし、ダイを道連れにしようとしたが、尾を切断された後、完全に息絶える。なお、アニメ版第2期ではパピラスとの連携と、魔のさそりの最後の足掻きはカットされた。
トラン
小説『それぞれの道』オリジナルキャラクター。人気食堂を経営するリタンスとミーヤの間に生まれたが、ライバル店の経営者であるグーンに目をつけられ、今なお父の借金を理由に暴力行為を受け続けている。そこで氷炎魔団からパプニカが解放された後にダイに弟子入りを志願するも強くなれず、バダックとの修行で急成長しグーンを圧倒。逆転こそ許すもののダイ達に加勢してもらい、マトリフとエイミによって父の借金の真相が暴かれ店のトラブルが解決。トラン自身も闘気を宿せるようになった。
リタンス、ミーヤ
トランの父母で、かつてはさる王宮のコックだった。グーンから営業妨害を受け続け、リタンスはグーンを懲らしめて閉店に追い込むも、魔物に襲われた息子を守るべく犠牲となる。そしてミーヤは今でもトランと共に店を経営している。
グーン
リタンスとミーヤの経営する店の商売敵で、根も葉もない噂を流してきたがリタンスの実力行使により閉店へと追い込まれる。その後はリタンスが自分に借金をしたとして店に暴力行為を繰り返しており、期日までに金を返せなかったら店を頂こうと目論む。
そして期日となり、ダイとバダックの修行で成長したトランと対決するもダイ達の加勢により敗北し、マトリフとエイミによって「グーンはリタンスに2年の期限で借金をしていたが、逆にリタンスがグーンに金を借りたという偽の証文を偽造した」という罪が暴かれ、衛兵に連行された。

#### 三賢者
アポロ
声 - 緑川光 / 阪口周平
正義感が強い男性。呪文は火炎呪文や「フバーハ」を得意とし、「太陽」のシンボルを与えられている。20歳。一人称は「私」。バルジの塔に乗り込んできたフレイザードと対決し、防御光膜呪文「フバーハ」で一度はフレイザードの攻撃を防いだが、続いて放たれた「フィンガー・フレア・ボムズ」によって呪文を破られ重傷を負う。ルーラが使えるため、終盤ではバルジ島に急行し、黒の核晶を凍結させた。
名前の由来はローマ神話の太陽神アポロから。また、三賢者とバロンの服装は『ドラゴンクエストIII』の賢者の服装を基本にしている。
マリン
声 - 江森浩子 / 安野希世乃
エイミの姉。呪文は氷系呪文や回復呪文を得意とし、「海」のシンボルを与えられている。20歳。一人称は「私」。バルジの塔に乗り込んできたフレイザードに顔を焼かれる。その後、レオナのベホマで治癒される。その後、レオナが三賢者に与えた魔法の聖水を纏めて所持していたことで、行方不明のダイを捜索する為に魔法の聖水を欲しがったポップに不可抗力でミニスカートをずり下ろされた後、張り手を浴びせたことがある。妹のことは姉として気にかけており、魔王軍に囚われたヒュンケルを心配していた姿を見た際は励ましている。アポロと共にルーラが使え、終盤ではベルナの森に向かい、黒の核晶を凍結させた。
名前の由来は「marine（海の）」から。
映画版では食事中に犬に足を舐められたが、マトリフのせいにしている。
エイミ
声 - 冬馬由美 / 石川由依
マリンの妹。攻撃呪文、回復呪文を得意とし、「風」のシンボルを与えられている。18歳。一人称は「私」。ダイたちがパプニカの都で誤爆した（ダイの火炎大地斬で引火してしまった）信号弾を発見し、彼らをバルジの塔に案内する。当初は祖国を滅ぼしたヒュンケルを恐れていたが、いつしか好意を持つようになり、告白したが断られた。しかしその後も想いが変わることはなく、戦いの中に生きる彼と運命を共にする事を誓う。剣も多少の心得があるようで、ロロイの谷では剣を携え参戦している。三賢者の中では唯一ルーラを修得できておらず、終盤では黒の核晶停止に貢献出来ない事を嘆いていた。最終決戦後は、ヒュンケルとラーハルトの後を付いていっている。
物語終盤で、ダイがレオナに対し「女の子だから危険な戦いには連れて行きたくない」という旨を語った際は、女の子でも戦うことはできると怒って抗議している。
ダイたちが最初に出会った三賢者の一人であり、ポップは彼女と出会うまで三賢者は老人ばかりと想像していた。

### ロモス王国
武力はさほどでもないが国民の団結心が強い国。本編の物語で最初に登場した国である。
シナナ
声 - あずさ欣平 / 塾一久
国王。58歳。温和で寛大な国王である一方、魔王軍の襲撃に遭遇しても逃げることなくその場に留まり、怯まずに兵士たちを鼓舞するなど判断力と気骨を兼ね備えた人物でもあるが、ニセ勇者一行やザムザに騙されてしまうなど、人の良さに付け込まれる事もあった。家族は、母親・妻・息子3人・娘1人がいる。
ニセ勇者一行に捕獲されたゴメを奪回に来たダイの勇気から勇者と認め、彼に「覇者の冠」を授ける。ダイ一行の良き理解者。クロコダイン率いる百獣魔団が城を襲った際には仲間と共に駆け付けたダイに窮地を救われ、新しい装備を与えるなど便宜を図った。その後もロモス武術大会や世界会議（サミット）などの折々の場でダイ達の協力者として登場している。
ネルソン（船長）
声 ‐ 内海賢二（テレビアニメ）、飯塚昭三（劇場版『起ちあがれ!!アバンの使徒』）/ 近藤浩徳
ソフィアの港でダイ達と出会い、ダイ達一行とシナナを船で、それぞれパプニカへ案内した。鬼岩城出現の際は、自己の判断でベンガーナ軍と共に鬼岩城を艦砲で攻撃するも、反撃され船を撃沈された。

### テラン王国
内陸の小国。実際は村以下の集落となっている。
フォルケン
声 - 牛山茂
国王。80歳。世界中の伝説や神話に通じ、かなりの博学。生涯独身を貫いている（国を誰に継がせるつもりかは不明）。登場時すでに病んでおり、自分の命が長くないであろうことを悟っていた。厭戦の考えを持ち、そのことから国民に争いに繋がる武器等の開発を一切禁じたため、テランの国力は衰退、わずか50人ほどの小国家となった。しかし魔王軍から「侵略する価値なし」と判じられ戦火を免れたり、戦いを嫌う彼の考えを支持する者もおり、国王としてのカリスマを感じさせる部分もある。レオナ姫たちから事情を聞き、バランと接触させないようにダイを牢屋に隔離する形で協力した。その後、ダイとバランの竜の騎士同士の戦いに戦慄する。
小国とはいえ、クロコダインは面会時に席を外している。
最終決戦前に、ミナカトールの古文書をダイ達に送った。
メルル
声 - 南場千絵子 / 小原好美
占い師。ナバラの孫娘。15歳。内気で大人しい性格ながら、日々成長するその占いの才能は祖母をも凌駕するに至った。その力は祖母ナバラに「ほぼ百発百中で気味が悪いくらい」と評されるほどで、占いというよりは近未来予知に近いが、水晶玉の扱いに関しては未熟でナバラやまぞっほに劣る。人口が僅かなテランでは商売が出来ないため祖母ナバラと共に国外で占いの出稼ぎをしていた。予知の力で祖母と共に魔王軍の襲撃から逃げ続けていたが、そんな勇気のない生き方を恥じていた。ポップたちと一時的に旅をする中で祖母に反発し、逃げることをやめてダイ一行に協力する道を選んだ。
戦闘能力は一般的な女性と変わらない。武器は短剣を扱え、クルテマッカVII世から奪った短剣で彼に潜む影を攻撃している。劇中では回復系呪文を使う描写があるほか、レオナたちと大破邪呪文を使用するなど、術者として一定の活躍を見せる。また裁縫が得意でポップやダイの服を直している。
彼女の占いがポップを故郷ランカークス村にいる両親と再会させ、ダイたちがロン・ベルクと出会うきっかけとなった。気配を察知する能力と回復呪文でダイたちを幾度となくサポートする。なかなかの美人であり、ポップのことが出会った時から好きであった（想いを察したマトリフは鈍感なポップを見て、「勿体ねえ」と心中で呟いている）。以後は占い師としての素養をメキメキと開花させていき、祖母からも「もう自分より当たる」と呆れられてしまっている。最終決戦前夜に、眠れないダイに夢見の実を与えた。物語終盤付近で、ポップをかばいザボエラの毒牙の鎖の攻撃を受けて瀕死の重傷を負い、自分の死を悟った彼女はポップに想いを打ち明ける。その想いは届かなかったものの、その直後に賢者の力に目覚めたポップが放ったザオリク級の回復エネルギーにより回復、それをきっかけに「ポップとテレパシーで交信する（本人曰く、いつもポップのことを考えていたから、らしい）」という新しい能力に目覚め、バーンパレスのポップと交信し、逆転劇のきっかけを作る。その直前には、ロロイの谷へのピラァ・オブ・バーンの投下も察知し、フローラ達と共に避難することに成功している。最終決戦後は、ポップやマァムとともに旅に出ている。
名前の由来は「いつも目がウルウルしているような女の子」ということから。
ナバラ
声 - 江森浩子 / 塩田朋子
占い師でメルルの祖母。主に水晶占いを行なう。厭世的で、やや毒舌。竜の騎士が人間の味方であるとは思っておらず、竜の騎士が人間を滅ぼすのなら、それも仕方ないと考えている。メルルの腕が上がりすぎて隠居状態と語っており、ランカークス村以降はメルルと同行することはなく、テランで暮らしている。72歳。
最終決戦の前日には水晶玉に未来を映そうとしたが、自分の力でも未来を知ることは叶わなかった。
カナル
声 - 相馬康一
フォルケンの護衛と介護を務める槍を持った兵士。フォルケンにレオナたちに協力をするよう指示されるとダイを匿うための地下牢へ案内するなどサポートを担った。

### カール王国
アバンやロカの故郷である。擁するカール騎士団の騎士達は手練揃いでミストバーンですら苦戦していたのだが、バランによって数日で壊滅させられた。
フローラ
声 - 高橋李依
女王で、レオナの憧れの人物。29歳。病床の国王に代わって王女の身で騎士団を率いてハドラーの侵略に抵抗していた。その美しく勇ましい容姿もあり世界の“希望の女神”ともいえる存在だった。当時カール騎士団の一員だったアバンを信頼し、彼が魔王軍打倒の旅に出て以降も想いを寄せ続けていた。ハドラーとの決戦の際には、カール王家の宝である「カールの守り」をアバンに授けており、それが後にアバンの命を救うことになる。
スピンオフ『勇者アバンと獄炎の魔王』では、アバンとハドラーが凍れる時間の秘法で共に封印された後、王城の自室でアバンの行方を気にしていた時に窓を叩いて現れたマトリフの案内で、ジニュアール家の倉庫に安置された凍れるアバンを見て驚愕し、このことは私だけの秘め事として伏せるとマトリフとドリファンに告げた後、二人きりになりたいと告げてマトリフとドリファンが立ち去った後、凍れるアバンに縋り付いて号泣した。
地底魔城での最終決戦に先立つヴィオホルン山での戦闘では自らカール勢を率いて援軍として駆けつけ、アバンの旅立ち以来となる再会を果たしている。この際、カール王家に秘宝として伝わっていた聖剣、鎧、盾をドリファンに依頼して「勇者アバンの装備」として鍛え直した上でアバンに贈った。
魔王打倒後に王位を継承し、カール女王となる。
魔王軍復活後、カールは魔影軍団の当初の侵攻を撥ねつけるも、超竜軍団に5日間で滅ぼされてしまい、本人も生死不明となっていたが、実際には一握りの騎士たちと共に難を逃れ、最終的に破邪の洞窟を使うことを予測して近くの森林内に最後の拠点を建設し、魔王軍への反攻の機会を窺っていた。ダイ達をはじめとする世界中の有志と遅れて合流すると、レオナに代わり、最終決戦に向かうレジスタンスの指導者となった。カール危機の際、アバンが姿を現さなかったことから彼の死を察し、悲しみを胸にしまって指導者としての責務を全うしていたが、バーンパレス崩壊から脱出したアバンと再会した際には、驚きのあまり卒倒してしまった。その後で目を覚まし、自分の下に寄り付かず消息を絶っていたアバンを指して「勇者なんてものは事が片付いたらすぐどこかに姿を消してしまう」と皮肉っており、アバンもたじろいでいたが、エピローグでは2人揃って玉座に着いた姿が描かれている。
戦闘描写は少ないが、剣や鞭、呪文の心得がある。
ホルキンス
声 - 梁田清之 / 金城大和
魔王軍侵攻当時に、カール騎士団長を務めていた。隣国にも知らぬ者はいないという王国最強の英雄であり、超竜魔団侵攻時は戦場でドラゴンを撃退するまでの善戦をみせ、自ら赴いてきたバランと交戦。互角の剣技で渡り合ったほどだったが、このままでは勝負がつかないと判断したバランの紋章閃で胸を穿たれ、戦死する。
その後、遺体は瓦礫の下に埋まっていたが、戦いの一部始終を見届け、かろうじて生き延びていた彼の弟（声 - 拝真之介）を保護したヒュンケルによって弔われた。
『勇者アバンと獄炎の魔王』
父親のコバルトが、ロカの師匠だったことが判明。若きロカよりホルキンスの方が、型にメリハリがあることが明かされている（ただし、それはロカが持って生まれた力に頼りすぎていたため）。
最終決戦の3ヶ月前に豪破一刀を極めるべくカールに帰還したロカの修行に立ち会っており、上記の回想シーンより少し成長した姿で登場している。
コバルト
『勇者アバンと獄炎の魔王』第7話に登場。往時のカール騎士団長。ホルキンスの父親で、ロカの師匠。ロカに騎士団長の座を渡そうと考え、カール騎士団伝統の一撃として豪破一刀を伝授していた。
最終決戦の3ヶ月前に、豪破一刀を極めるべくカールに帰還したロカに正統の構えの真髄を伝えて、ロカの奥義開眼に導いた。
地底魔城での最終決戦に先立つヴィオホルン山での戦闘では、フローラに従ってカールからの援軍の一人として参戦し、アバンとロカを激励した。
エルドラ
『勇者アバンと獄炎の魔王』に登場するロカの後輩に当たるカール王国の騎士で、ロカがアバンと共に旅立った後、後任としてカール騎士団長に就任した人物。最終決戦の3ヶ月前に豪破一刀を極めるべく、カールに帰還したロカの修行に立ち会っていた。また地底魔城での最終決戦に先立つヴィオホルン山での戦闘では、フローラに従ってカールからの援軍の一人として参戦した。
ドリファン
『勇者アバンと獄炎の魔王』に登場する、ジニュアール家の小柄な老執事。アバンの祖父ジニュアール1世の頃からジニュアール家に仕えており、ジニュアール家には大恩があるらしい。ジニュアール1世が亡くなった後は両親を早くに亡くしていたアバンを親代わりとして育てた。アバンの留守の間は、ジニュアール家を管理している。
アバンとハドラーが凍れる時間の秘法で共に封印された後、マトリフの頼みで凍れるアバンの身柄をジニュアール家の倉庫に隠した上で、凍れるアバンだけを凍れる時間の秘法から解放したいというマトリフに、ジニュアール家の書庫の閲覧を許可する。そして、サババのディードックの地下壕の隠し倉庫に魔法の防護結界を張って厳重に保管していた凍れるハドラーの身柄を、地中を焼けつく息で溶かして隠し倉庫の地下から侵入した謎のリザードマンに奪われたことで、凍れるアバンの身柄をホルキア大陸の自身の隠れ家に移すことになったマトリフを、フローラと共に見送った。
執事として料理、家事全般、庭木の手入れに長けるだけではなく、フローラの依頼でカール王家の秘宝である聖剣・鎧・盾・冠を勇者アバンの装備として鍛え直すだけの鍛冶師としての才を持つ上、ヴィオホルン山麓での戦いでは剣士としても一流の腕前を披露するなどアバン同様に多才な人物である。
ジニュアール1世
アバンの祖父。『勇者アバンと獄炎の魔王』では既に、数年前に故人。肖像では片眼鏡と髭の姿で、エピローグのアバンと全体的に似ている。天才と謳われる学者であったが、天変地異などの予測があまりにも正確であったために人々から気味悪がられるようになってしまい、ジニュアール家は世間から距離をおかざるをえなくなった。アバンが昼行燈を装うのは、この祖父の経緯が大きい。息子（ジニュアール2世？）夫婦には早くに先立たれ、幼い孫のアバンを養育した。屋敷には膨大な蔵書があり、アバンの知識の源となっており、後にアバンが凍れる時間の秘法を使用する際にも、蔵書の知識が利用されている。マトリフ曰く「マトリフの師匠のバルゴートと同類の人間」。

### ベンガーナ王国
強大な経済力と軍事力を誇り、世界唯一のデパートがある。軍は最新鋭世界最大級の軍艦や戦車部隊などを擁し、「無敵ベンガーナ軍」と称されている。
クルテマッカVII世
声 - 廣田行生
国王。42歳。自信家で、当初は自国の財力・軍事力を鼻にかけ、レオナ姫ら他国の代表の前で尊大な態度をとっていた。その軍事力で魔王軍の侵攻を防いでいたことから過剰な自信を得ており、バウスンに「ベンガーナ侵攻に関しては敵方が本腰で無かっただけ」と言われても笑い飛ばしていた。世界会議の場において協調に反発するなど反りが合わなかったが、自国の力に驕ったために各国首脳を危機に陥らせてしまったことを詫びるなど頑迷な人物ではない。鬼岩城を撃破したダイの活躍を目の当たりにして感動し、以降は強力な支援者となった。腹の据わったところがあり、一度信を置いた相手はとことん信じぬく。「賭けに勝つコツは、最後まで勝利を疑わないこと」という持論を持ち、それによって代々の財産をさらに大きくしてきたという。大魔王バーンから世界各国の鏡に己の勝利宣言のような血文字のメッセージが送られてきたときにも、ダイ達に全てを賭けていた彼は動揺を見せなかった。家族は、妻・息子1人・娘1人がいる。
アキーム
声 - 山本兼平
戦車部隊隊長。24歳。自国の軍隊、特に自身が率いる戦車（馬で牽引する砲車）部隊には絶対の自信を持っている。登場時は無口で愛想が悪く、ポップやクロコダインから悪い印象を持たれていたが、本当は職務に忠実なだけの生真面目な青年。鬼岩城戦では命を捨てる覚悟で先陣を切って戦う気概を見せ、以来同じ武人肌のクロコダインとは互いに敬意を払う友人になった。砲術だけでなく剣術の心得もかなりの腕前なようで、ダイ達のカール遠征にも参加し、最終決戦では光の魔法陣を護るために剣で戦った。初登場時は兜をかぶっていたためにわからなかったが、スキンヘッドが特徴。家族は、両親と弟がいる。
ゴッポル
声 - 龍田直樹 / 水内清光
デパートのオークションで、ドラゴンキラーを落札した商人。
単なる財テクのためにドラゴンキラーを買ったため、超竜軍団にベンガーナが襲われ恐慌状態になった際には、自身も恐怖に怯えながらもレオナからのドラゴンキラー貸与の申し出を撥ねつけていた。結果攻撃から逃れる際にドラゴンキラーを取り落とし、ダイが拾ってヒドラ退治に使用したが、キルバーンに投擲した際に原型を残さず溶かされてしまった。戦いの後、人間離れした戦いをしたダイを他の人間たち同様に恐れる。
モルホン
小説「それぞれの道」に登場。様々な地域を旅する劇団「モルホン一座」の団長。ロモス、リンガイア、カール、パプニカを訪れたことがあり、パプニカでは魔物の襲撃で興行は断念したがレオナの姿を見た。
作中ベンガーナで興行をやろうとしたが主演の女優が離脱し、代役を探せそうにない事からもう一人の主演であるラルタンに公演中止を訴えられ、八方塞がりになっていたところ、たまたま訪れたレオナ（オレナ名義）に主演を頼む。
ラルタン
モルホン一座に所属する名優。劇への妥協を許さない一方で傲慢不遜な所があり、取り巻きの三人以外の団員からの評価は低い。
かつて村を訪れた一座の虜になった事で幼馴染である女性と劇団入りし、共に競い合った事で劇団屈指の実力を得た。
ベンガーナでの公演では女優が怪我で離脱し、代役も立てられそうにない事から公演の中止を訴えるも、オレナの名で一時的に劇団入りしたレオナを素人と見下し、恥をかかせようと様々な嫌がらせを行った。しかし女優が本来演じるおてんば姫の役そのものであるレオナには効果がなく、本番でもアドリブによって切り抜けられてきた。
レオナの命を狙う妖魔士団の魔物に襲われた時はレオナと協力して魔物を殲滅するも、他の団員からはラルタンが魔物を差し向けたと誤解され、レオナが正体を明かした事で潔白が証明され、彼女と和解した。

### リンガイア王国
堅牢な城塞を誇るも、オーザムから救援依頼を受けて主力が遠征中の隙を突かれてバランに滅ぼされた。
バウスン
声 - 木下浩之
勇猛と名高い将軍。37歳。猛将と謳われていた。超竜軍団の攻撃による国家滅亡の際に負傷するが、パプニカ三賢者の一人に救出された。行方不明になった国王に代わって、世界会議（サミット）に出席する。後に戦士団を再編成し、ダイ達のカール遠征を共にした。作中ではレオナ、フローラの補佐として戦闘指揮に徹し自らが戦う姿は描かれていないが、世界会議の際に単行本に掲載されたプロフィールによれば呪文と剣の連続攻撃を得意とするという。
ノヴァの父親。妻は、ノヴァが幼い頃から既にいないらしい。息子のわがままで自己中心的な性格を男手一つで育てたせいと悩んでおり、登場当初はノヴァの性格の悪さをレオナからづけづけと酷評され、言葉もないという風に微妙な表情を見せていた。ストーリー終盤には、ノヴァが皆のために命をかけられるほどに成長を遂げ、更に尊敬できる人物（ロン・ベルク）と出会い、目標ができたことを心から喜んでいた。
ノヴァ
声 - 岡本信彦
バウスンの息子。16歳。自称「北の勇者」。剣技と呪文の両方にすぐれ、氷系呪文で敵を凍結させて闘気を使って砕く戦法を得意とする。ポップですら使いこなせなかったマヒャドまでを極めている。闘気で剣を形成し、最強の金属であるオリハルコンをも切り裂くほどの威力を発揮する「闘気の剣（オーラブレード）」を使いこなす。闘気を固めて手や剣から放つ「闘気弾」も使用できるが、闘気の性質上遠距離での命中精度は低い。そのため基本は闘気をまとった剣での接近戦を仕掛け、補助として闘気を込めたナイフや呪文を用いる。最大技は、宙高く跳び上がり十字架の形状を成すほどの闘気を込めた闘気剣を振り下ろすノーザングランブレードで、その威力はポップ曰く「ライデインストラッシュも真っ青」とのこと。しかし総合的にはまだまだダイ一行のレベルには及ばず、ハドラー親衛騎団との戦いではヒムに技を破られ、逆転を賭けて放ったマヒャドもシグマのシャハルの鏡によって跳ね返され失敗。無様な姿を晒したことで己の弱さに自嘲し、ヒムにトドメを刺されそうになるも間一髪でヒュンケルによって救われた。一時戦闘不能となるが、ヒムとフェンブレンに追い詰められたダイ、ポップを助けるべく死力を尽くして闘気を込めた攻撃（ポップの破損した「はばたきの杖」を使用）を放ち、二人を救った。その戦意はダイに「自分の力で最後まで戦うこと」の大切さを教え、ダイの剣に頼っていた慢心を振り切らせた。ポップからも、その根性は認められ見直されている。
ダイに対してライバル心を抱いていた。初登場時はダイたちを「自称・勇者のパプニカ御一行」と嘲笑を浮かべたり、ダイを「チビ助」と見下し、レオナの怒りを買っていた。リンガイア陥落時にはオーザム救援のために遠征しており、自分さえいればバランの来襲を退けリンガイア王国を守ることが出来たと考えており、実力はあるものの当初は単独行動が目に付くことから、レオナに「壮絶に自己中心的な勇者」といわれるほど傲慢な性格で、「真の勇者はこのボクだ。ダイなんかじゃない」とダイに強く嫉妬していた。しかしハドラー親衛騎団に敗れたことで弱さを知り、ダイと共に修行するうちに力量の差を知って志を改め、以降は後方支援に徹した。終盤では、最終決戦の前にダイの修業につき合い、危うくアバンストラッシュXで首をすっ飛ばされるところだった。なお、この時はダイに「並の武器を装備させる」「竜の騎士の力を使わない」など制限を掛けており、その状態ならノヴァでも互角に剣をぶつけ合うことができた。
登場当初は「傷ついた人々を救うよりも、先に目前の敵を倒すべきだ」と考え、力尽くでの解決方法しか考えることができなかった。後にダイと接する中で「勇者とは勇気ある者ではなく、他者に勇気を与える者」だと悟り、最終戦においては多勢に無勢の状況であるにもかかわらず魔王軍の雑兵や魔界の強豪モンスターを打ち倒し続け、最後には生命の剣を生成し超魔ゾンビとなったザボエラに立ち向かうことで皆に「勇気」を与えようとした。ロン・ベルクから「無駄死にするだけだ」「その生命の剣には超魔ゾンビに傷をつけられるほど威力はない」と止められたが、ノヴァが剣を取ったのは敵を倒すためではなく、命を賭して戦うその行動が皆に「勇気」を与えると考えてのことだった。正真正銘の「勇者」へと成長を果たした姿を見て心を動かされたロン・ベルクは、自らの両腕と生涯をかけて作成していた星皇剣と引き換えに超魔ゾンビを撃破。戦えばどうなるかわかっていながら自分を助けてくれたロン・ベルクに感動し、その後は彼の鍛冶師としての弟子となる。そして、ロン・ベルクの力に耐えられる一振りを鍛え上げることを誓った。ロンからは「最初は酒瓶の栓の開け方を教えないと」と語られる（超魔ゾンビ撃破後の一杯のため、酒瓶を開けるよう頼まれたが開けられなかった）。世界六ヶ所に投下された黒の核晶に対しても奮闘し、黒の核晶を氷系呪文で凍結・停止させるという重要な役割を果たす。最終決戦後はロン・ベルクの元で鍛冶仕事に精を出す。
名前の由来は「nova（新星）」から。原作者によれば、「さっそうと登場した新キャラなので」とのこと。
〔技〕闘気剣（オーラブレード）、ノーザン・グランブレード、生命の剣、ヒャド系呪文（マヒャドまで極めている）

### 旧アルキード王国
物語の11年前、竜の騎士の逆鱗に触れ国土ごと消滅した。
ソアラ（王女）
声 - 山崎和佳奈 / 茅野愛衣
ダイの母親。19歳（ダイを産んだ時）。心優しく、慈愛に満ちた人物で、大変な美人。顔はダイと似ており、バランはダイは母親の血の方が濃いと発言している。
ヴェルザー戦後、「奇跡の泉」（竜の騎士のダメージを回復させる事が出来る泉）を目の前にして倒れ瀕死状態だったバランを救い自分の城に招き入れた。二人はやがて愛し合うようになるが、見ず知らずの怪しい者が次期国王になることを良しとしなかった大臣たちの謀略でバランは城を追われる。これを追ったソアラは自分がバランの子を宿していることを打ち明け、2人は駆け落ちする。
やがて逃げ延びた先（テラン王国内）の森でディーノ（後のダイ）が生まれ平和な生活を送っていたが、アルキード国王たちに見つかり、バランは妻子の安全保障と引き換えに縛につく。息子は異国の地に流され（実際は船が難破し、ダイはデルムリン島に流れ着くことになる）、やがてバランは魔王軍の生き残りとして処刑されることになるが、これを庇って処刑のために放たれた呪文をその身に受けて命を落とした。それでも死の間際まで人間の本質を善なるものと信じ、「人間を恨まないで、皆臆病なだけ」とバランに諭し我が子と平和に暮らすよう訴えたものの、結果としてこの悲劇はバランの心を大いに歪めることとなった。
ダイを産んですぐに引き離されかつ故人となったためにダイは顔を覚えていないが、ダイの夢の中に出てきたり、バーンとの最終決戦時に幻として出てきた事もある（バランの紋章と共に記憶が継承されたためと、ダイは双竜紋解放時に推察している）。
その言動・行動からは、物事の本質を見極め、恐れを抱かない人物としての側面が強い。バランは彼女を「太陽のような女性」と形容した。
アルキード王
声 - 家中宏
ソアラの父親で、血縁上はダイの母方の祖父に当たる。ソアラが助けた人物（バラン）を当初は受け入れていたのだが、彼の存在を快く思わなかった側近たちから「あの騎士は人間ではないようで、もしかしたら魔王軍の生き残りかもしれない」との讒言を受け入れ、悩んだ末にバランを追放する（当時はハドラーによる侵略の直後で、人々は魔物に対して恐怖を抱いていた）。しかし既にこのときソアラは妊娠しており、二人を駆け落ちさせることになる。やがてソアラが子（ディーノ、後のダイ）を産んだあと、娘の居所を探り当て、テランに侵攻してソアラを取り返し、バランを捕らえる。無抵抗のバランから妻と子の無事を保証してほしいと懇願され、アルキード王も「魔物の子供とはいえワシの孫だ」と、ダイを手にかけはしなかったが流刑にしてしまう。
その後、バランを処刑しようとしたが、突如ソアラがバランを庇ったため、結果として取り返したはずの娘を失ってしまう。その直後、娘の死に様を「魔物を庇って死んだ恥さらし」と侮辱する言葉を口にしたためにバランを激怒させ、竜の騎士の力によってアルキードの国ごと地上から消された。自分の命はおろか国や民までも滅亡に至らせ、地上の平和のために戦う竜の騎士たる彼を人間の敵に回すという最悪の事態を招くことになった。ラーハルトのダイ出生にまつわる独白回想シーンでしか登場しないが、ダイやバランの人生に「悪い意味」で大きな影響を与えた最大の元凶であり、バーンも指摘した人間の弱さ・醜さを端的に表した人物である。

## ロモス武術大会
覇者の剣を賞品としたロモスの武術大会の関係者。主催側のシナナ国王に関しては#ロモス王国を、ザムザに関してはこちらを参照。
司会者
声 - 佐々木義人
大会の司会者。アニメでは、魔族出現でパニックになった会場の避難誘導をしている。
大男
声 - 林大地
マァムに初戦で倒された出場者。
鉄球男
声 - 山本祥太
2020年版アニメのオリジナルキャラクターで、鉄球をマァムに奪われ会場の外に飛ばされてしまった。

### ロモス武術大会ベスト8
ロモス王国主催の武術大会で、決勝に残った強者たち。実力はアバンの使徒たちには及ばないが、ロモス王から派遣されカール王国での造船や、魔王軍との最終決戦等で活躍。途中から姿が見られなくなったキャラクターもいるが、単行本収録のキャラクター・プロフィール44によれば、武術大会出場者は全員、最終決戦には参戦している模様（2020年アニメ版では参戦している姿が描かれている）。なお、ベスト8の残りの2人はマァムとゴーストくん（布袋を被って変装したブロキーナ）である。
ラーバ
声 - 山本祥太
29歳。怪力無双のパワーを誇る、大型戦士の男性。大会の優勝候補No.1と目されていた実力者。
黒の核晶が爆発寸前になった際にはゴメスと共にフォブスターにロモスで降ろせと頼み、凍結に参加出来る者を捜索した。
ゴメス
声 - 木内太郎
26歳。パワーに加えて、レスリングテクニックにも長けたレスラーの男性。予選でチウと戦い圧勝。大会後は何かと彼を気に掛ける様子が見られる。登場当初はチウをバカにしていたこともあり柄の悪い乱暴者にも見えるが、実際は武術大会が終わった後は世話になった兵士たちに礼を述べたり、チウの雄姿を称えたりと根はやさしく気配りの利く人物。
大会優勝賞品の覇者の剣は、売って大金に変えると語っていた。明るく豪快な性格で、一行のムードメーカー的存在。
スタングル
声 - 佐々木義人
15歳。万能ムチを自在に使いこなす、木こり見習いの少年。
ラーバ、ゴメス、スタングルの3人は武術大会後、ブロキーナへの弟子入りを志願したが、持病の「ひざがしらむずむず病」を理由に断られている。
フォブスター
声 - 田中健大
24歳。強大な呪文を誇る魔法使いで、数多くの攻撃呪文を使いこなせる男性。
サババの造船所がハドラー親衛騎団に襲撃されたことをダイ達のいる作戦基地にルーラで伝えに来たり、ロモス北西の爆発寸前の黒の核晶を凍結させたりと、活躍の場面は多い。
バロリア
声 - 中村源太
18歳。甲冑に身を包んだ騎士で、旋風のごとき剣の使い手の少年。ハドラー親衛騎団に襲撃された造船所に、ノヴァが駆け付けた際に重傷を負ってダウンして以降全く姿が描かれていないが、レオナの「（造船所で）死人がでなくて良かった」というセリフから戦死したわけではない模様。
ヒルト
声 - 相馬康一
30歳。百発百中の弓矢の腕前が自慢の、狩人の男性。ベスト8の8人の中で、最も出番が少ない。造船所では負傷してダウンしているシーンがわずかにあったものの、バロリア同様、最終決戦前後は姿が描かれていない。

## 各村の関係者
本編で村の関係者が登場したのは、アバンの使徒であるポップ出身の村とマァムの出身の村の2つのみ。

### ランカークス村関係者
ポップの出身の村。ポップについては、ポップ (ダイの大冒険)を参照。
 ジャンク
声 - 稲田恵司
ポップの父。45歳。ベンガーナ出身でかつては国で随一の腕をもつ鍛冶屋であり王宮勤めの身であったが、威張ってばかりいる大臣を殴って辞め、ランカークス村で武器屋を営む（ジャンク本人にとっては若気の至りだったようで、この過去はポップも知らなかった）。ポップとは似ても似つかない頑固者の武闘派で口より先に手が出る性格であり、ポップが最も苦手としている人物。
彼が経営する武器屋でダイたちが武器探しをした時には「（小さな店だけど）思ったよりずっといい武器が揃っている」と評されており、その技量はいまだに健在。アニメ版第2作のオープニングでは彼の店に立ち寄ったアバンとポップとの出会いのシーンが描かれている。
「上司に逆らって栄職を捨てた」という点ではロン・ベルクと共通の過去を持つため、知り合った経緯は不明だが彼とは肝胆相照らす友人同士であり、たまに武器製作も依頼する。ロン・ベルクがダイの剣を製作や修理する際には鍛冶の手伝いをしている。
息子には決して直接言わないが、確かな情愛を持っている。息子が家出同然で出て行ったが、再会した時にポップの逞しさを見て「男の目をしてやがった。あのように育ててくれたアバンに感謝しよう」と、妻を諭した。
スティーヌ
声 - 小林さやか
ポップの母。41歳。ランカークス村出身。夫とは違って大人しそうだが、芯の強い女性。幼少期のポップに彼女が語った言葉は、大魔王バーンとの最終決戦時、戦意を完全に喪失したダイを奮い立たせるきっかけとなった。
ポップがアバンに惹かれ家出同然で勝手についていってしまったことから、かつてはアバンを恨んだこともあった。しかし、再会した息子の逞しくなった姿を見てわだかまりを解いた。

### ネイル村関係者
マァムの出身の村。マァムについては、#アバンの使徒を、レイラについては、#過去の勇者たちを参照。
ミーナ
声 - 山田恭子 / 木野日菜
村の少女。母が毒のスライムに噛まれたことから毒消し草を取りに魔の森に入り、怪物に襲われていたところをダイたちに助けられる。マァムを姉のように慕っている。ゴメの事も気に入っている。
村長
声 - 河合義雄 / 小形満
村で一番の呪文の使い手。呪文の修行を懇願するダイに対して、最初は勇者の弟子に修行をつけるほどの力は自分にはないからと躊躇していたが、修行を途中までしか受けていない旨を知らされて承諾し、短期間ながら呪文の指導を行う。これにより、ダイはメラを使えるようになる。彼が以前、ミーナの父（声 - 川津泰彦〈テレビアニメ第1作〉）と対局後に語ったチェスの定石「クイーンは迂闊に動かすな」は、後にマァムがアルビナスに勝つきっかけを作った。
アリアム
『勇者アバンと獄炎の魔王』に登場する当時のネイル村の神父で、レイラの父親。アバンとロカがネイル村にやって来た時には、レイラと共に二人を温かく迎える。当初は「影女」の正体が娘のレイラだと気付かずに悪人扱いしていたが、アバンとロカがネイル村を去った直後に、二人の旅に同行したいと告げたレイラが「影女」の姿になったことで、ようやくレイラの真意に気付いて、「影女」のレイラが僧侶に禁止されている刃物を使用していた罪で、レイラを魔王を倒して世界に平和を取り戻すまでネイル村から追放するという形で、レイラの旅立ちを許可した。後に魔王ハドラーが凍れる時間の秘法で封印されて世界に一時の平和が訪れたことで、マァムを妊娠してネイル村に帰還したレイラとロカの結婚式の際には、涙を流して祝福する様子を見せた。レイラとロカが凍れる時間の秘法から復活したアバンと合流する前に、地底魔城での決戦に向かうレイラに聖なる杖を渡した後、影女（レイラ）に鋼鉄製のトゲ付きのナックルダスターを渡して「遠慮はいらん。ぶちのめせ」とレイラの耳元で囁くなど、茶目っ気のある一面を見せた。
本編には登場しなかったことから、ダイとポップがネイル村を訪れた頃には故人になっていると思われるが、はっきりとは描写されていない。

### 名も無い村関係者
小説『それぞれの道』に登場。ヒュンケルとクロコダインが鬼岩城に向かう途中で出会う。
ティカ
付近で薬草を採って調合し、村では医者の役割を担っている少女。不死騎団に両親を殺され、単身ヒュンケルの命を狙いに行くも、魔物に襲われて両目に重傷を負っている。不死騎団の残党が壊滅し、いよいよヒュンケルを手にかけようとするも手が止まり、その場で泣き崩れた。
エルダー
ティカと同じぐらいの年代の少年。ティカが危険を冒す事を快く思っていない。
ソレル
壮年の男性。腰が低い。
ミントス、ハーブス
スカルナイト率いる不死騎団の残党に拉致され、強制労働を強いられていた男。ミントスの方はエルダーに発見されたが、ハーブスに関しては言及されなかった。

## ギュータの関係者
バルゴート
人間界最高の大賢者と謳われた男性で、マトリフやまぞっほたちの師匠でもある。隠遁し、後世に役立つ魔法使いや賢者の育成のための修行場としてギュータを創建するが、番外編『勇者アバンと獄炎の魔王』では故人となっている。弟子にあたるマトリフ達の言動から、厳格な人物だったようであり、修行も非常に厳しかった事が示唆される。
自らの寿命が尽きる時を悟ることができたことで、亡くなる前に過去最高の卒業生であったマトリフにギュータを出て、いつか出会うかもしれない勇者を手助けするという自身の夢を託した。また、二つの呪文を同時に扱えるマトリフに火炎呪文と氷系呪文の（完全に同レベルで発動した時での）組み合わせの危険性を説いて、くれぐれも気を付けろとマトリフを諭していた。
カノン
大賢者バルゴートの娘で、呪文と体術（真空呪文を応用した打撃技）に長けている老年女性。バルゴート亡き後はギュータの頭首になっているが、ギュータを出ていったマトリフを快く思っていないような態度を見せていた。
サババでの魔王ハドラーとの戦いの後、空裂斬を習得する為にギュータへやって来たアバン一行を当初はマトリフへの怒りから中々信用できず、実力主義のギュータの方針で闘いの正装であるギュータの法衣に着替えて、アバンと闘技場で腕試しをする。そして、目の前の勝利よりも自分の身を危険を冒してでも助けたアバンを真の勇者として認めて、アバン一行を受け入れた。そして、アバンが空裂斬の習得の為にギュータの最深部にある「逢魔窟」に入ることを認める。しかし、その最中にキギロが分身体を使ってギュータを守護するマホカトールを展開する五ケ所の魔宝玉を崩してギュータに進行したことで、逢魔窟で修行中のアバンを助ける為に逢魔窟に入ろうとしたが、マトリフがロカと共に逢魔窟に入ろうとした為に止めようとした際にマトリフがギュータを出て行った日に父バルゴートから託された使命のことを知った。そして、空裂斬を発現させたアバンが逢魔窟から帰還して、逢魔窟の最深部に刺さっていたバルゴートの仕込み杖を手渡されて笑みを浮かべて、ようやく間に合ったという言葉を告げて立ち去った翌日、眠るように息を引き取った。
実は父バルゴートと同じく自身の寿命が尽きる時を悟っており、余命僅かとなったことでギュータの修行者たちに自身の寿命のことを告げて、自身の死と共にギュータを空間ごと封じ込めて、ギュータの歴史に幕を下ろそうとしていた矢先にアバン一行がギュータを訪問したことで、アバンたちには自身の寿命のことを伝えず、残された時間をアバンたちのために使うことを決めた。そのことを、カノンが亡くなった日にアバンたちは修行者の老女から聞き、更にチョコマの母親からカノンが生涯独身だったことも聞き、その理由がカノンがずっとマトリフに想いを寄せていた為だったことを知ったマトリフは、カノンの棺にすがって泣いていた。そして、ギュータの麓に新しく作られた村落で暮らすことになった修行者たちは、カノンの遺言通りにギュータを空間的に閉鎖する呪法具を発動させて、ギュータをカノンの遺体ごと空間的に閉鎖し、ギュータの歴史に幕を下ろした。
ディードック
壮年の隻眼の男性で、サババの裏通りで呪文で隠された店を経営している。かつてはマトリフやまぞっほと共に、ギュータで修行していたが修行に耐えられず、脱落した。
後に海賊（本人は冒険家を自称している）を生業とするが、そこで「不死鳥のかがり火」を死の大地で発見し、そのことを知ってサババの自身の店にやって来たマトリフに不死鳥のかがり火を横取りされそうになるが、値打ちの3万ゴールドを支払えと要求して追い返した。
ウロド平原での戦いで凍れる時間の秘法によって封印された魔王ハドラーの身柄を、マトリフからの依頼で自身の隠し倉庫の入口に数多の魔力の護符を貼って厳重に保管していたが、隠し倉庫の地面をヒートブレスで溶かして地下から侵入した謎のリザードマンによって凍れるハドラーを持ち去られてしまった。
地底魔城での最終決戦に先立つヴィオホルン山での戦闘では、血の気の多い船乗りたちを率いて援軍として駆けつけた。戦闘時は錨を得物としている。
アバンが魔王ハドラーを倒した後は、サババに戻っていた。しかし、アバンが武器集団「ベルクス」に狙われたことでアバンと教え子のヒュンケルがサババを訪問したことで再会し、武器マニアであるグノータが暮らしている怪人島のことを教える。
チョコマ
ギュータに暮らす修行者の両親を持つ少女。実の祖母が亡くなった後、カノンを実の祖母同然に慕っている。火炎呪文だけでなく、ギュータを再訪したマトリフにアドバイスされただけで飛翔呪文を使いこなし始めるなど、高い魔法の資質を秘めており、特に探索系呪文に長けている。
地底魔城での最終決戦に先立つヴィオホルン山での戦闘では、両親と共にギュータ勢の一員として駆けつけ、幼いながら戦闘にも参加した。ヴィオホルン山のモンスターたちを一通り駆逐した後、フローラたちと共にアバン一行に続いて地底魔城に突入する。その際、フローラに「アバンの恋人」とツッコミをした後、「キスしたのか？」と言う質問をし、フローラを赤面させている。そして、探索系呪文リリルを使用して、闘技場で瀕死のマトリフを発見する。

## 怪人島の関係者
グノータ
サババの沖にある怪人島に住んでいる、ディードックが知る限り世界一の武器マニアである老人。怪人島の内部には、グノータが今まで収集した数え切れない程の武器が島内のあちこちに内蔵されており、即座に武器を出すことができる仕掛けが施されている。
ディードックの紹介で怪人島を訪れたアバンが、魔王を倒した勇者であることを知っており、アバンと様々な武器についての講義と実践を行う。アバンが語ったはぐれ武器にも、強い興味を抱いている。アバンが怪人島を訪問してから数日後、アバンが様々な武器を使用したことで六系統のアバン流殺法を体系化することに成功して、その間は今まで生きてきた人生で最も充実した時間だったとアバンに語っている。
シュプレ
グノータの孫娘である褐色の肌の短髪の女性で、グノータと共に暮らしている。サババまで生活物資を調達する為に、グノータにルーラを習得させられている。祖父のグノータの頼みで、グノータが収集した数多の武器を扱い続けたことで、一般の兵士をはるかに超える戦闘能力を備えている。しかし、怪人島に襲来してきた「ベルクス」のメンバーである魔鎖のタークスと魔弓のヒヒとアバンたちと共に交戦する最中に、ヒュンケルにその事実を指摘されるまで気付いていなかった。

## 人間以外の仲間
作品開始時点で、バーンやハドラーの配下にいて後々仲間になったキャラクターや、かつて（アバンが勇者だった時代）はハドラー配下だったキャラクターについては、魔王軍 (ダイの大冒険)を参照。

### デルムリン島の関係者
ダイが育った島のモンスターたち。『勇者アバンと獄炎の魔王』では、魔王ハドラーの魔力により狂暴化したモンスターたちを集め、魔王軍の戦力になる存在を集めていたとされている。ブラスやキメラなどについて、詳しくは魔王軍 (ダイの大冒険)#ブラスとその配下を参照。
ゴメ
声 - 冬馬由美（テレビアニメ）、國府田マリ子（劇場アニメ版第1作） / 降幡愛
翼の生えた金色のスライム・ゴールデンメタルスライムで、ダイとデルムリン島で共に過ごした一番の親友。名前は種族名を縮めてダイが命名した。巷では「世界に1体だけの希少なモンスター」として知られており、そのせいでニセ勇者一行に身柄を狙われたこともあった。人間の言葉は理解できるが、「ピー」と鳴くことしかできず、詳しい説明をするときは身体を変形させるなどの伝達手段を用いる（死亡直後のポップ、自身の最期の際に居合わせたダイとは互いの魂が繋がっていたため人語で語りかける事が出来ている）。また、自身の言葉が理解できるのはダイとブラスとチウなどごく一部である。ダイ以外では特にマァムと親しい。
なぜか魔王の邪気で凶暴化しなかったため、デルムリン島の結界を出てダイの冒険に同行する。戦闘能力は皆無であるが、謎の力でダイ一行のピンチを何度も救っていった。チウの獣王遊撃隊の隊員第2号でもあり、隊長に忠誠を誓うようにというチウの命令を忠実に守る。
その正体は、神々によって作られ所有者の願いを叶えるアイテム・神の涙。幼少時のダイにアイテム状態で発見され、正体を知らない彼の「友達になってほしい」という願いによって現在の姿に変わった。それ以来、旅の中でダイ一行の窮地を救うために無自覚に願いを叶え続けており、バーンパレスでの最終決戦の時点では消耗が激しくなり身体が小さくなっていた。バーンとの最後の戦いの際、正体を知ったバーンによって砕かれてしまうが、意識が途切れる前にダイの心に語り掛け、思い出した「神の涙」としての自分の概要や、次の復元に「ゴメ」として過ごした期間と同じ10年の時を要すること、記憶もリセットされてしまうことを伝え、ダイの「皆の心をひとつにする」という最後の願いを「ダイたちの戦いの様子を地上の人々全員に伝える」という形で叶えて消滅した。
ゲーム作品では『ドラゴンクエストモンスターズ ジョーカー3 プロフェッショナル』で、配信限定モンスターとして登場。

### ロモスの山奥
ロモスには魔の森が存在するが、『勇者アバンと獄炎の魔王』では、山に住む怪物たちはブロキーナのおかげでエサに困らず、狂暴化を抑えられ、平和に暮らしているとされている。
あばれザル
ロモスの山奥に住む獣系モンスター。『勇者アバンと獄炎の魔王』でアバンたちの前に現れる。あばれザルという名前だが、普段はあばれない。
チウ（空手ねずみ、獣王遊撃隊隊長）
声 - 堀江瞬
「ドラゴンクエストシリーズ」に登場する怪傑「おおねずみ」。ブロキーナの弟子で、一応武闘家（自称・空手ねずみ）。年齢は人間の年齢に換算して10歳前後。パワーはあるが手足のリーチが短いため相手に届かないことが多い。怯えると尻尾が硬直する癖がある。泳げない。マァムに憧れを抱いており、初対面時の経緯からポップにだけは態度が冷たいが、決して仲間として認めていないわけではない。
元々は悪い魔物で村で暴れていたりしていたが、3年前にブロキーナが捕まえて徹底的に体質改善を行った結果、魔王の邪悪な意思を跳ね返せる強い心を持ち人間の言葉を話せるようになった。ただ、人間の格好良いところにばかり憧れていて格好付けてばかりいたため、3年間修業してもまるで上達せず、後輩のマァムにもあっさり追い抜かれてしまった。しかしダイたちと出会った後に勇気を奮い起こし、強敵になりふりかまわず身を捨ててぶつかることにより殻を破り成長した。怪物の身で人間に混じっても自然体で振舞う彼に、ダイは「（純血の）人間でないと悩んでいた自分が小さく見えた」と言い出生に関する葛藤を解くきっかけをもらっている。ポップとマァムとの関係を誤解して手切れ金（額は2ゴールド）を渡そうとするなど、人間の恋愛に関してひねた知識がある。
見栄を張る癖があるが、ただの見栄ではなく、仲間や部下を守るために自己犠牲をも厭わない勇気の現われである。死の大地の調査の際には圧倒的実力差のフェンブレンに一方に嬲られ続けるも、初めてできた怪物の仲間を必死に守り続け、見栄や栄光だけを求めることを捨て去る（黒星であったが、フェンブレンとの対決は結果的に、彼の精神的成長に大きな影響を与えた）。それは、バランが捨てたはずの義憤を目覚めさせるものであった。
クロコダインの修行の手伝いをしたことで、褒美として「獣王の笛」をもらう。それを使って呼んだモンスターたちとともに獣王遊撃隊を結成し、隊長となった。戦力的にはダイ達にはとても敵わないが仲間内でも一目置かれており、獣王遊撃隊の隊員達からは尊敬を一身に受けている。前述のフェンブレンをして「立派だ」と敬意さえ表した。バーンパレスのミストバーン戦では戦えなくなったヒュンケルを庇う活躍を見せた。
なお、彼自身も戦い続ける中で鍛えられ、それなりの強さは有している。当初は軍隊アリの群れ（アニメ第2作ではモーモン3匹に変更）を相手に薬草を使いきってしまう程度の実力だったが、鬼岩城戦の時には魔影軍団の鎧兵士の攻撃を無傷で受け止め、頭突きで倒して見せている。また「獣王の笛」で呼んだモンスターは倒して改心させないと部下にならない上、対象の数は指定できない欠点があり、劇中でも最初に使用した際「バピラス」を複数呼んでしまうが、一対多という状況で苦労しつつもそのうちの一匹を改心させている。最終的には、魔界の強力なモンスターたちを相手に後述のズタズタヌンチャクを手に立ち回り、何とか凌ぎ切るほどの腕前になっている。
空手ねずみの称号どおり、普段は素手で戦うが、バダックに作ってもらった「ズタズタヌンチャク」という棘付きのヌンチャクを使ったこともある。しかし、構造上敵だけでなく自分もダメージを負いかねない危険な物で、使用機会は一度きりだった（本人ももらった際に「逆に自分の手がズタズタになりそう」と心の中で評している）。布袋から自作した布道着を常に装着しており、ズタズタヌンチャクはじめ多くのアイテムをそこに収納している。
最終決戦後は、ヒムやクロコダインとともにデルムリン島で作業を手伝う様子が描かれている。
ゲーム作品では『ドラゴンクエストモンスターズ ジョーカー3 プロフェッショナル』で登場した。
〔技〕 窮鼠文文拳、窮鼠包包（くるくる）拳
隊員は、以下の12名。チウが勝負に勝って隊員にした怪物が大半のため、チウ曰く「小粒な隊員がちょっと多い気がする」。チウとクロコダインを含めた彼らは邪気が浄化されているので、破邪呪文（ミナカトール）の影響を受けない。魔王軍のモンスターと隊員を見分けられるように、11号まではチウ自作のエンブレムバッジを付けている。なお、遊撃隊結成前に仲間に勧誘した「しびれくらげ」は約束の報酬をチウが用意していなかったため怒ってすぐに離脱した。おにこぞうの2名に対しては、チウがメンバーに加えることを約束したが本編中での正式加入はなかった。
| No.        | 名前            | 種族           | 声               | 備考             |
| ---------- | --------------- | -------------- | ---------------- | ---------------- |
| 1号        | パピィ          | バピラス       | 越後屋コースケ   |                  |
| 2号        | ゴメ            | 上記参照       | 上記参照         | 上記参照         |
| 3号        | マリべえ        | マリンスライム | 池田海咲         |                  |
| 4号        | アリババ        | 大アリクイ     | 田中健大         |                  |
| 5号        | ドルやす        | ドロル         | 木内太郎         |                  |
| 6号        | ラミた          | アルミラージ   | 池田海咲         |                  |
| 7号        | ドナドナ        | ドラキー       | 越後屋コースケ   |                  |
| 8号        | クマチャ        | グリズリー     | 相馬康一         |                  |
| 9号        | バタコ          | ハンターフライ | 相馬康一         |                  |
| 10号       | だいご          | 大王ガマ       | 田中健大         |                  |
| 11号       | ビーストくん    | 人間           | ブロキーナを参照 | ブロキーナを参照 |
| 12号       | ヒム            | 別の記事参照   | 別の記事参照     | 別の記事参照     |
| 入隊待機中 | おにこぞうA[24] | おにこぞう     | 池田海咲         | 魔界の怪物       |
| 入隊待機中 | おにこぞうB[24] | おにこぞう     | 池田海咲         | 魔界の怪物       |

### 竜の騎士関連
竜水晶
声 - 小林通孝 / 戸田恵子
テラン王国の湖に沈む、竜の神殿を司る番人。自分が何者なのか知るために、神殿に入って来たダイに話しかけてきた。
マザードラゴン（聖母竜）
声 - 戸田恵子
天界からの使者で、代々の竜の騎士を産んできた存在。一人称は「私」。騎士の命が尽きる時に現れ、竜の紋章を次に産む騎士に継承させる役割を担ってきた。大魔王バーンとの最初の戦いに敗北後、倒れたダイのもとへ現れ竜の騎士の力ではバーンに及ばないと告げる。これ以上辛い戦いをさせまいと天界にダイを連れて行こうとするも、彼に宿っていたバランの意志に説得され、ダイの可能性を信じて自らの命を与えて地上に帰した。
マザードラゴンは、自らの命が「ある邪悪なる存在」のため尽きようとしている（そのため、新たなる騎士を産む力がなく、実質ダイとバランが最後のドラゴンの騎士である）ことを口にしているが、これは後のコンビニコミックでのインタビューによると続編の伏線であり、ダイ達の新たなる敵となる存在らしい。

## 魔王軍
以下のキャラクターについては、それぞれの記事を参照。
- バーン
- ハドラー
- ミストバーン
- キルバーン
- ヒュンケル
- バラン